# Bayat, Atabey
Bayat là một xã thuộc huyện Atabey, tỉnh Isparta, Thổ Nhĩ Kỳ. Dân số thời điểm năm 2011 là 79 người.